# ФК „Олесунс“
ФК Олесунс (на норвежки: Aalesunds Fotballklubb, Олесунс Фотбалклуб) е норвежки футболен клуб, базиран в едноименния град Олесун. Играе мачовете си на стадион Колор Лине Стадион.

## Успехи
- Типелиген: (Висша лига)
  - 4-то място (2): 2010, 2013
- Купа на Норвегия:
  -  Носител (2): 2009, 2011
- ОБОС-Лига/1 дивизия:
  -  Финалист (1): 2019